# Paul Reynaud
Paul Reynaud (15. oktober 1878 – 21. september 1966) var Frankrigs premierminister fra 21. marts til 16. juni 1940 under 2. verdenskrig.
Han måtte træde tilbage da han nægtede at bede om våbenhvile med Nazi-Tyskland under Slaget om Frankrig. Han blev anholdt af Vichy-regeringen den 5. september 1940 og vedblev fange indtil krigens afslutning i 1945.